# Куга узбережна
Куга узбережна, куга приморська (Schoenoplectus litoralis) — вид трав'янистих рослин родини осокові (Cyperaceae), поширений на півдні Європи, в Азії, Африці, Австралії й Океанії. Етимологія: лат. litoralis — «прибережний». Формація куги приморської занесена до Зеленої книги України.

## Опис
Багаторічна рослина. Кореневища короткі; столони довгі, повзучі, стрункі. Стебло підняте, сірувато-зелене, 50–120 см заввишки, товщиною 3–10 мм, від 3-кутного до тупого й 3-кутного лише трохи нижче суцвіття. Щетинки оцвітини вгорі розширені, а на краях переплутано довговолосисті. Колоскові луски широко білоплівчасті, на краю сріблясті. Колоски 6–12 мм довжиною, на кінцях гілочок поодинокі, все на ніжках. Суцвіття нещільно волотисте. Горішок від темно-червоно-коричневого до темно-синього забарвлення, широко оберненояйцеподібний, ≈ 2 × 1.3 мм, двоопуклий, гладкий.

## Поширення
Європа: Україна, Румунія, Угорщина, Австрія, Болгарія, Албанія, Хорватія, Греція, Італія, Франція, Іспанія; Африка: Алжир, Єгипет, Лівія, Марокко, Туніс, Чад, Джибуті, Ефіопія, Сомалі, Кенія, Танзанія, Уганда, Бурунді, Конго, Гана, Руанда, Зайрі, Бенін, Гана, Гвінея, Гвінея-Бісау, Нігерія, Сенегал, Сьєрра-Леоне, Коморські Острови, Мадагаскар, Ботсвана, Намібія, ПАР; Азія: Оман, Саудівська Аравія, Ємен, Азербайджан, Росія, Китай, Японія, Казахстан, Киргизстан, Таджикистан, Туркменістан, Узбекистан, Монголія, Афганістан, Кіпр, Іран, Ірак, Ізраїль, Ліван, Туреччина, Індія, Пакистан, Шрі-Ланка, Таїланд, В'єтнам, Індонезія, Філіппіни, Папуа Нова Гвінея; Австралія й океанія: Австралія, Мікронезія, Нова Каледонія. Населяє краї води, болотисті місця.
В Україні зростає в застійних, іноді солонцюватих водах, лиманах — у Степу (ок. Одеси, Сухий лиман); у Криму (оз. Сакське).

## Природоохоронний статус
Входить до переліку видів рослин, які перебувають під загрозою зникнення на території Запорізької області.
Формація куги приморської ("Schoenoplecteta littoralis") занесена до Зеленої книги України. Категорія охорони: 3 (угруповання із звичайним типом асоційованості домінуючого виду, в яких останній має ботаніко-географічну значущість (едифікаторний вид на північній межі ареалу), що стали раритетними внаслідок впливу антропогенних факторів і мають тенденцію до зменшення площ місцезростань). Статус угруповання: рідкісні угруповання (характеризуються низьким ступенем трапляння і займають незначні площі).
Угруповання поширені в пониззях Дніпра, Дністра, Дунаю, Південного Бугу і річки Молочна. Зростають у непроточних або малопроточних слабосолонуватоводних, рідше солонуватоводних водоймах з лужною реакцією середовища, помірним поверхневим і незначним сезонним коливанням рівня води, мулистими, мулисто-піщаними та мулисто-черепашковими донними відкладами і товщею води від 30 до 120 см; на прибережних ділянках лиманів, на конусах виносу алювіальних відкладів прибережних ділянок морських заток, водоймах надморських кіс, у меліоративних каналах. Представляють собою надмірно зволожені прибережно-водні угруповання, що формуються 
під дією змінного сезонного зволоження у зоні середньовисокотравних водних рослин.
Угруповання охороняються в Дунайському біосферному заповіднику і ландшафтному заказнику «Молочний лиман» (Приазовський національний природний парк, Запорізька область). 

## Практичне значення
Використовується як декоративна рослина.